# Links und rechts der Schönhauser
Links und rechts der Schönhauser ist ein Dokumentarfilm des Fernsehens der DDR, der unter der Regie von Armin Greim im Jahr 1983 entstanden ist.

## Handlung
Während einer Fahrt mit der U-Bahn kommt diese hinter dem U-Bahnhof Senefelderplatz an das Tageslicht und fährt nun oberirdisch bis kurz vor den U-Bahnhof Vinetastraße durch die Schönhauser Allee, die in Berlin-Prenzlauer Berg liegt. Hier fängt die Kamera das tägliche Leben ein, wirft Blicke auf Häuser, in Gaststätten sowie Geschäfte und beobachtet dabei die dortigen Menschen. Weiter geht es am Wasserturm Prenzlauer Berg, an dessen Fuß der Moderator Jaecki Schwarz auf einem Stadtplan erklärt, in welcher Gegend er sich befindet, um anschließend den Turm zu besteigen. Hier weist er darauf hin, dass auf dem bergigen Gelände einst 17 Bockwindmühlen standen und dass bis Berlin noch ¼ Meile zurückzulegen war. Bevor man nach Berlin einreisen konnte, musste man am Schönhauser Tor, oder an einem der anderen, die Berliner Zoll- und Akzisemauer passieren. Die Schönhauser Allee war zu dieser Zeit noch eine namenlose Landstraße, die durch etwa 100 Weinberge bis zum Schloss Schönhausen führte, außerdem befanden sich dort 14 Brauereien, denn die Berliner tranken bereits damals gern ein Glas Bier.
Sonntagnachmittag zieht es die älteren Berliner in den Prater zum Tanz, doch das ist nicht alles, was das Kreiskulturhaus in der Kastanienallee zu bieten hat. Weiter geht der Spaziergang über das Café Ecke Schönhauser zu Konnopke’s Imbiß und dann zum U-Bahnhof Dimitroffstraße. Hier befindet sich linkerhand in Richtung Norden das Sportstadion an der Cantianstraße, wo sich die Spielstätte des BFC Dynamo befindet. Im Jahr 1827 erwarb der Preußische Staat das Gelände und errichtete darauf einen Exerzierplatz, weshalb der Platz bis heute noch Exer von den Berlinern genannt wird. Hier wurden auch die Soldaten ausgebildet, die im März 1848 während der revolutionären Ereignisse 256 Männer, Frauen und Kinder im Alter zwischen 12 und 74 Jahren umbrachten, von denen 254 auf dem Revolutionsfriedhof beigesetzt wurden. Die beiden noch fehlenden Simon Barthold und Alexander Goldmann liegen hinter den Mauern des Jüdischen Friedhofs in der Schönhauser Allee. Doch auch viele andere der hier Liegenden sind nicht vergessen, so der Komponist Giacomo Meyerbeer oder der Maler Max Liebermann. Dieser Friedhof wurde von den Nationalsozialisten zerstört, ist aber heute wieder zugänglich. 

Vom Dach der Schönhauser Allee 116, in Richtung West-Berlin blickend, zitiert der Moderator einen Arzt, der sich bereits im Jahr 1796 wie folgt zum Wohnungsbau in der Stadt äußerte: 

„Jeder, der ein altes Haus niederreißt, erbaut auf derselben Stelle ein Prachthaus und richtet es zu großen Wohnungen für wohlhabende Leute ein. Daher sind in Berlin große Wohnungen im Überfluss, kleine hingegen immer seltener und teurer und der Arme findet immer seltener ein Obdach für sich und die Seinigen.“

Wieder zurück auf der Straße kommt die Sprache auf James Hobrecht, der am Ende des 19. Jahrhunderts für die Planung der größten Mietskasernenviertel von ganz Europa verantwortlich war, die hier rund um die Schönhauser Allee entstanden. Zu dieser Zeit strömten Tausende von Arbeitern nach Berlin, da hier Fabriken nur so aus dem Boden gestampft wurden. Im Jahr 1872 gab es in dieser Gegend allein 45 Bau- und Terraingesellschaften. Der König selbst legte fest, dass die Höhe der Häuser 20,3 Meter nicht übersteigen durfte, da das Schloss 21 Meter hoch war. Inzwischen wurden einige dieser Bauten unter Denkmalschutz gestellt. In einem dieser damals errichteten Häuser am Wörther Platz, in der damaligen Weißenburger Straße, wohnte Käthe Kollwitz mit ihrem Mann, dem Armenarzt Karl Kollwitz. Da gerade von Kunst die Rede war, geht es nun zur Schönhauser Allee 74 A. Hier wurde der erste Leierkasten in der 1865 von Mitgliedern der Familie Bacigalupo gegründeten Fabrik für Orchestrien gebaut. Dafür sollte man ihnen ein Denkmal setzen, wie der Moderator empfiehlt. Bereits erhalten hat ein solches Alois Senefelder, der den Steindruck erfunden hat und welches sich auf dem nach ihm benannten Senefelderplatz befindet. Nicht weit davon entfernt befindet sich mit dem Café Achteck, wie die grünen, gusseisernen Pissoirs für Stehpinkler im Berliner Volksmund genannt werden, ein weiteres Kulturdenkmal. 
Um das Jahr 1850 wohnten bereits etwa 600.000 Einwohner in der Stadt, deren einzige Möglichkeit der Wasserversorgung in der Nutzung der Brunnen und installierten Pumpen bestand. Im Jahr 1856 wurden die Wasserwerke inklusive des bereits bekannten Wasserturms erbaut, doch die Frage des Abwassers war bis dahin, im wahrsten Sinne des Wortes, noch nicht geklärt, bis ein Kaiserlicher Befehl den Gestank in der Stadt verbot und die Kanalisation gebaut wurde. Natürlich gab es mit dem Baugrund viele Möglichkeiten der Spekulation, ebenso wie mit dem Baugrund für die neuen, erforderlichen Verkehrswege, wozu auch der Bau der U-Bahn gehörte, die hier im Jahr 1913 fertiggestellt wurde und die fast über die gesamte Länge der Schönhauser Allee eine Hochbahn ist, die von den Ost-Berlinern Magistratsschirm genannt wird, der jetzt unter Denkmalschutz steht. Nach dem Blick auf den S-Bahnhof Berlin Schönhauser Allee kommt die Kamera zum Kino Colosseum, an dessen Stelle sich einmal ein Pferdebahnhof befand, denn um 1870 schleppten bereits 1000 Pferde die etwa 250 Pferdeomnibusse durch die Stadt. 
Nicht vergessen wird am Ende des Films zu erwähnen, dass Berlin zweimal von Russen bzw. der Roten Armee befreit wurde. Einmal im Jahr 1813 und dann im Jahr 1945. 

## Produktion und Veröffentlichung
Links und rechts der Schönhauser wurde 1983 als 16-mm-Film auf ORWO-Color von der Künstlerischen Arbeitsgruppe Schnitzler des Fernsehens der DDR mit mehreren historischen Schwarzweißfilm-Sequenzen hergestellt und hatte seine Erstausstrahlung am 3. Dezember 1983 im 1. Programm des Fernsehens der DDR. Die erste nachweisbare Aufführung auf einer großen Leinwand erfolgte während der Festivals „Prenzlauerberginale“ am 27. Februar 2018 im Berliner Kino Babylon.